# Pizzolano (Fisciano)
Pizzolano è una frazione del comune di Fisciano, in provincia di Salerno. Pizzolano è un piccolo borgo collinare la cui storia è legata a quella di Fisciano e più in generale della Valle dell’Irno, zona abitata fin dall’epoca romana. È probabile che l’insediamento abbia origini medievali, nato come casale rurale destinato alla produzione agricola (grano, olive, vino) e all’allevamento.

## Geografia fisica
Collocata a 250 metri sul livello del mare, è una delle frazioni di Fisciano di cui si hanno le notizie storiche più antiche (a.d. 1300). Da Mercato San Severino dista 3 km ed altrettanti ne dista da Fisciano. La località “Vignadonica”, sulla strada provinciale per Fisciano e Calvanico che passa per le frazioni di Villa e Carpineto, appartiene a Pizzolano, anche se erroneamente si pensa appartenga alla frazione di Villa. Il "Parco Vignadonica", pur non essendo un parco formale come una riserva naturale, si riferisce a un'area verde di rilevanza storica e paesaggistica con vista sul golfo di Salerno. L'area è nota per il suo contesto agricolo e per la presenza di antiche strutture rurali, che testimoniano l'importanza storica del territorio. 

## Origini del nome
Il toponimo potrebbe derivare da Pozzolano, un tufo parzialmente cementato, caratterizzato da alto contenuto di silice.

## Territorio e vita rurale
Fino alla metà del Novecento, Pizzolano era fortemente agricolo. Le famiglie vivevano spesso in case sparse o piccoli nuclei, lavorando la terra e allevando bestiame. Non mancavano: orti, vigneti, uliveti e aree boschive.
La presenza di vigne potrebbe spiegare toponimi locali come Vigna Donica, che forse erano contrade o appezzamenti di famiglie contadine.

## Monumenti e luoghi d'interesse

### Architetture religiose

#### Chiesa di San Lorenzo Martire
La chiesa del luogo è intitolata a San Lorenzo e le prime notizie pervenute sul sito della Chiesa di San Lorenzo martire sono relative al IX secolo e sono ricordate in un documento dell'801: Un certo Landulo vende una terra arbostata ” … in loco Pozzolanu ubi pragellum dicitur”.
Della chiesa si conosce la prima notizia solo nel 1309: San Lorenzo “de Puzulano” con il Rettore Matteo ‘De Lanzano’. La sua rettoria, resa vacante per la morte di Benedetto di Boccalaporta, da Eboli, è canonicamente provvista il 18 agosto 1447, dall'arcivescovo Barnaba De Ursinibus, nella persona del Chierico Antonio Russo da Napoli, suo nipote. La relazione di "S.Visita" del Cardinal Fregoso la classifica tra le parrocchie dell'Arcipretura di San Severino, “super strata”, ed osserva che in essa non si conservano il Santissimo Sacramento e gli oli santi perché “in loco solitario sita est” . (G.Crisci – A. Campana, 1962, Salerno Sacra – Ricerche Storiche – edizione della Curia Arcivescovile di Salerno).

Diviene a tutti gli effetti una chiesa parrocchiale nel secolo XVI poiché è ricordata nel 1517: Chiesa di San Lorenzo de Presolano (Dall'Arch. Dioc. Bollari cart. II).
La struttura del manufatto risale al XIV secolo e consisteva in una cappella votiva del convento dei Barbuti allora esistente.
La chiesa fu ricostruita nel XV secolo secondo la forma e le dimensioni attuali, la partitura decorativa a cornici e lesene risale al secolo XVI, mentre il maggiore arricchimento ornamentale avviene nel XVII secolo, con l'aggiunta di nuove cornici, capitelli, altari laterali e gruppi di cherubini sulle arcate laterali e sulla parete absidale.

#### Cappella della Santissima Annunziata
La cappella della Santissima Annunziata è situata nel centro storico del paese.

## Cultura

### Istruzione

#### Scuole
A Pizzolano, in via San Lorenzo è presente la scuola dell'infanzia e primaria, facente parte dell'Istituto Comprensivo "Rubino Nicodemi" di Fisciano.

## Società

### Religione
La maggioranza della popolazione è di religione cristiana di rito cattolico[7]; la frazione appartiene all'Arcidiocesi di Salerno-Campagna-Acerno. La parrocchia dei Santi Andrea e Lorenzo è l'unica parrocchia della frazione.

#### Feste religiose
- Festa di san Lorenzo (10 agosto)

#### Sapori tipici
Milza, mozzarella di bufala, nocciola, mela annurca, olive, ciliegie.